# John Cusack
John Cusack (n. 28 iunie 1966, Evanston, Illinois, SUA) este un actor, producător de film, Video maker de voce, blogger, scriitor și scenarist din Statele Unite ale Americii. A fost nominalizat la premiile Saturn, Empire si Globul de Aur pentru cel mai bun actor. S-a consacrat prin filme ca High Fidelity (2000), Grosse Pointe Blank (1997), Being John Malkovich (1999), Con Air (1997), 1408 (2007), 2012 (2009), Hot Tub Time Machine (2010) si The Raven (2012).

## Filmografie

### Film
| An   | Titlu                                   | Rol                        | Note                          |
| ---- | --------------------------------------- | -------------------------- | ----------------------------- |
| 1983 | Class                                   | Roscoe Maibaum             |                               |
| 1984 | Sixteen Candles                         | Bryce                      |                               |
| 1984 | Grandview, U.S.A.                       | Johnny Maine               |                               |
| 1985 | The Sure Thing                          | Walter "Gib" Gibson        |                               |
| 1985 | Better Off Dead                         | Lane Meyer                 |                               |
| 1985 | The Journey of Natty Gann               | Harry                      |                               |
| 1986 | One Crazy Summer                        | Hoops McCann               |                               |
| 1986 | Stand by Me                             | Denny Lachance             |                               |
| 1987 | Hot Pursuit                             | Dan Bartlett               |                               |
| 1987 | Broadcast News                          | Angry Messenger            |                               |
| 1988 | Tapeheads                               | Ivan Alexeev               |                               |
| 1988 | Eight Men Out                           | Buck Weaver                |                               |
| 1989 | Say Anything...                         | Lloyd Dobler               |                               |
| 1989 | Fat Man and Little Boy                  | Michael Merriman           |                               |
| 1990 | The Grifters                            | Roy Dillon                 |                               |
| 1991 | True Colors                             | Peter Burton               |                               |
| 1991 | Shadows and Fog                         | Student Jack               |                               |
| 1992 | The Player                              | Rolul său                  | Cameo                         |
| 1992 | Roadside Prophets                       | Caspar                     |                               |
| 1992 | Map of the Human Heart                  | The Mapmaker               |                               |
| 1992 | Bob Roberts                             | Cutting Edge Live Host     |                               |
| 1993 | Money for Nothing                       | Joey Coyle                 |                               |
| 1994 | Floundering                             | JC                         |                               |
| 1994 | Bullets over Broadway                   | David Shayne               |                               |
| 1994 | The Road to Wellville                   | Charles Ossining           |                               |
| 1996 | City Hall                               | Deputy Mayor Kevin Calhoun |                               |
| 1997 | Grosse Pointe Blank                     | Martin Q. Blank            | Și producător și co-scenarist |
| 1997 | Con Air                                 | U.S. Marshal Vince Larkin  |                               |
| 1997 | Chicago Cab                             | Scary Man                  |                               |
| 1997 | Anastasia                               | Dimitri                    | Rol de voce                   |
| 1997 | Midnight in the Garden of Good and Evil | John Kelso                 |                               |
| 1998 | This Is My Father                       | Eddie Sharp                |                               |
| 1998 | The Thin Red Line                       | Captain Gaff               |                               |
| 1999 | Pushing Tin                             | Nick Falzone               |                               |
| 1999 | Cradle Will Rock                        | Nelson Rockefeller         |                               |
| 1999 | Being John Malkovich                    | Craig Schwartz             |                               |
| 2000 | High Fidelity                           | Rob Gordon                 | Și producător și co-scenarist |
| 2001 | America's Sweethearts                   | Eddie Thomas               |                               |
| 2001 | Serendipity                             | Jonathan Trager            |                               |
| 2002 | Max                                     | Max Rothman                | Și producător asociate        |
| 2002 | Adaptation                              | Rolul său                  | Nem.                          |
| 2003 | Identity                                | Ed Dakota                  |                               |
| 2003 | Runaway Jury                            | Nicholas Easter            |                               |
| 2005 | Must Love Dogs                          | Jake Anderson              |                               |
| 2005 | The Ice Harvest                         | Charlie Arglist            |                               |
| 2006 | The Contract                            | Ray Keene                  |                               |
| 2007 | Grace Is Gone                           | Stanley Philipps           | Și producător                 |
| 2007 | 1408                                    | Mike Enslin                |                               |
| 2007 | Martian Child                           | David Gordon               |                               |
| 2008 | War, Inc.                               | Brand Hauser               | Și producător și co-scenarist |
| 2008 | Igor                                    | Igor                       | Rol de voce                   |
| 2009 | 2012                                    | Jackson Curtis             |                               |
| 2010 | Hot Tub Time Machine                    | Adam Yates                 | Și producător                 |
| 2010 | Shanghai                                | Paul Soames                |                               |
| 2012 | The Raven                               | Edgar Allan Poe            |                               |
| 2012 | The Paperboy                            | Hillary Van Wetter         |                               |
| 2012 | The Factory                             | Mike Fletcher              |                               |
| 2013 | The Numbers Station                     | Emerson Kent               |                               |
| 2013 | Adult World                             | Rat Billings               |                               |
| 2013 | The Frozen Ground                       | Robert Hansen              |                               |
| 2013 | The Butler                              | Richard Nixon              |                               |
| 2013 | Grand Piano                             | Clem                       |                               |
| 2014 | The Bag Man                             | Jack                       |                               |
| 2014 | Maps to the Stars                       | Dr. Stafford Weiss         |                               |
| 2014 | Drive Hard                              | Simon Keller               |                               |
| 2014 | The Prince                              | Sam                        |                               |
| 2014 | Love and Mercy                          | Brian Wilson in the 1980s  |                               |
| 2014 | Reclaim                                 | Benjamin                   |                               |
| 2015 | Dragon Blade                            | Lucius                     |                               |
| 2015 | Hot Tub Time Machine 2                  | Adam Yates                 | Cameo (nem)                   |
| 2016 | Cell                                    | Clayton Riddell            |                               |
| 2016 | Chiraq                                  | Fr. Mike Corridan          | În post-producție             |

### Televiziune
| An   | Titlu         | Rol          | Note                                                       |
| ---- | ------------- | ------------ | ---------------------------------------------------------- |
| 1996 | Frasier       | Greg         | Episodul: "Our Father Whose Art Ain't Heaven"; voce de rol |
| 1999 | The Jack Bull | Myrl Redding | Film TV; producător executiv                               |
| 2014 | Doll & Em     | John         | Episodul 1.3                                               |